# Gruber Ferenc
Gruber Ferenc (Székesfehérvár 1905. március 13. – Szarvas, 1971. december 31.) mezőgazdasági szakember, akadémiai tanár.

## Életpályája
Tanulmányait 1926-ban a debreceni Gazdasági Akadémián végezte, majd 1932-ben a Közgazdaságtudományi Kar mezőgazdasági szakán folytatta. 1936-ban a József Nádor Műszaki és Gazdaságtudományi Egyetemen doktorált.
1928-tól 1932-ig a keszthelyi Gazdasági Akadémián és Magyaróváron a növénytermesztéstani tanszéken volt gyakornok. 1932-től Magyaróváron lett tanársegéd, majd rk. tanár. 1940-től ny. r. tanár, a növénytan, növénytermesztés, rét- és legelőgazdálkodás oktatója.
1950-től kutatómunkát végzett, főleg a fű, borsó és kukorica nemesítésével foglalkozott. 1954-ben a szarvasi Öntözési és Talajjavítási (később Öntözési és Rizstermesztési) Kutató Intézet tudományos munkatársa volt.
Szarvason hunyt el 66 évesen, 1971. december 31-én.

## Munkássága
Tudományos tevékenysége a magyar, főleg az alföldi gyepgazdálkodás fejlesztésére és korszerűsítésére irányult. Országos szakértője volt a rét- és legelőgazdálkodásnak.
Mint növénynemesítő is sikeresen tevékenykedett, közreműködött az aprómag-nemesítés és -termesztés fejlesztésében.
Széles körű tudományos és ismeretterjesztő irodalmi tevékenysége. Közel 500 szakcikke és több könyve jelent meg.
Fleischmann Rudolf-emlékéremmel tüntették ki.

## Főbb munkái
- A kisalföldi rétek és legelők legfontosabb gyomnövényei (Magyaróvár, 1939)
- A gyep hasznos és káros növényei (Mosonmagyaróvár, 1942)
- Rét és legelő (Budapest, 1954)
- A korszerű legelő és rétgazdálkodás gyakorlata (Budapest, 1962)
- Pázsitok-gyepszőnyegek (Budapest, 1964)
- Növénytermelés, 1972. 1. szám: Gruber Ferenc